# Perle Systems

Perle Systems est une entreprise canadienne basée à Markham, Ontario qui développe et produit des équipements de communication série.  
Sa gamme de produits comprend notamment les serveurs de terminaux (Terminal Server), serveurs de périphériques (Device Server) et serveurs de port console (Console server), cartes série et équipements d'accès à distance. 
Perle a des bureaux dans 11 pays en Amérique du Nord, Europe et Asie et distribue ses produits par l'intermédiaire de distributeurs locaux et de canaux OEM/ODE dans le monde entier.
Jusqu'en 2002, Perle a été cotée à la Bourse de Toronto (code: PL) et au NASDAQ (code: PERL) mais est aujourd'hui une compagnie privée.